# Primera División 1998/99
Die Primera División 1998/99 war die 68. Spielzeit der höchsten spanischen Fußballliga. Sie startete am 29. August 1998 und endete am 20. Juni 1999.
Titelverteidiger FC Barcelona wurde zum 16. Mal spanischer Meister.

## Vor der Saison
- Als Titelverteidiger ging der 15-malige Meister FC Barcelona ins Rennen. Letztjähriger Vizemeister wurde Athletic Bilbao.
- Aufgestiegen aus der Segunda División sind Deportivo Alavés, FC Extremadura und FC Villarreal.

## Vereine
| Verein              | Stadt                  | Stadion                           |
| ------------------- | ---------------------- | --------------------------------- |
| CF Extremadura      | Almendralejo           | Estadio Francisco de la Hera      |
| FC Barcelona        | Barcelona              | Camp Nou                          |
| Espanyol Barcelona  | Barcelona              | Estadi Sarrià                     |
| Athletic Bilbao     | Bilbao                 | Estadio San Mamés                 |
| Deportivo La Coruña | La Coruña              | Estadio Riazor                    |
| Real Madrid         | Madrid                 | Estadio Santiago Bernabéu         |
| Atlético Madrid     | Madrid                 | Estadio Vicente Calderón          |
| RCD Mallorca        | Palma de Mallorca      | Estadio Lluis Sitjar              |
| Real Oviedo         | Oviedo                 | Estadio Carlos Tartiere           |
| UD Salamanca        | Salamanca              | Estadio Helmántico                |
| Real Sociedad       | San Sebastián          | Estadio Anoeta                    |
| CD Teneriffa        | Santa Cruz de Tenerife | Estadio Heliodoro Rodríguez López |
| Racing Santander    | Santander              | Campos de Sport de El Sardinero   |
| Real Saragossa      | Saragossa              | La Romareda                       |
| Betis Sevilla       | Sevilla                | Estadio Benito Villamarín         |
| FC Valencia         | Valencia               | Estadio Mestalla                  |
| Real Valladolid     | Valladolid             | Estadio José Zorrilla             |
| Celta Vigo          | Vigo                   | Estadio Balaídos                  |
| FC Villarreal       | Villarreal             | Estadio El Madrigal               |
| Deportivo Alavés    | Vitoria-Gasteiz        | Estadio Mendizorrotza             |

## Abschlusstabelle
| Pl. | Verein               | Sp. | S  | U  | N  | Tore    | Diff. | Punkte |
| --- | -------------------- | --- | -- | -- | -- | ------- | ----- | ------ |
| 1.  | FC Barcelona (M, P)  | 38  | 24 | 7  | 7  | 087:430 | +44   | 79     |
| 2.  | Real Madrid          | 38  | 21 | 5  | 12 | 077:620 | +15   | 68     |
| 3.  | RCD Mallorca         | 38  | 20 | 6  | 12 | 048:310 | +17   | 66     |
| 4.  | FC Valencia          | 38  | 19 | 8  | 11 | 063:390 | +24   | 65     |
| 5.  | Celta Vigo           | 38  | 17 | 13 | 8  | 069:410 | +28   | 64     |
| 6.  | Deportivo La Coruña  | 38  | 17 | 12 | 9  | 055:430 | +12   | 63     |
| 7.  | Espanyol Barcelona   | 38  | 16 | 13 | 9  | 049:380 | +11   | 61     |
| 8.  | Athletic Bilbao      | 38  | 17 | 9  | 12 | 053:470 | +6    | 60     |
| 9.  | Real Saragossa       | 38  | 16 | 9  | 13 | 057:460 | +11   | 57     |
| 10. | Real Sociedad        | 38  | 14 | 12 | 12 | 047:430 | +4    | 54     |
| 11. | Betis Sevilla        | 38  | 14 | 7  | 17 | 047:580 | −11   | 49     |
| 12. | Real Valladolid      | 38  | 13 | 9  | 16 | 035:440 | −9    | 48     |
| 13. | Atlético Madrid      | 38  | 12 | 10 | 16 | 054:500 | +4    | 46     |
| 14. | Real Oviedo          | 38  | 11 | 12 | 15 | 041:570 | −16   | 45     |
| 15. | Racing Santander     | 38  | 10 | 12 | 16 | 041:530 | −12   | 42     |
| 16. | Deportivo Alavés (N) | 38  | 11 | 7  | 20 | 036:630 | −27   | 40     |
| 17. | CF Extremadura (N)   | 38  | 9  | 12 | 17 | 027:530 | −26   | 39     |
| 18. | FC Villarreal (N)    | 38  | 8  | 12 | 18 | 047:630 | −16   | 36     |
| 19. | CD Teneriffa         | 38  | 7  | 13 | 18 | 041:630 | −22   | 34     |
| 20. | UD Salamanca         | 38  | 7  | 6  | 25 | 029:660 | −37   | 27     |

Platzierungskriterien: 1. Punkte – 2. Direkter Vergleich (Punkte, Tordifferenz, geschossene Tore) – 3. Tordifferenz – 4. geschossene Tore

| (M) | amtierender Meister              |
| (P) | amtierender Pokalsieger          |
| (N) | Neuaufsteiger der letzten Saison |

## Kreuztabelle
| 1998/99             | FC Barcelona | Real Madrid | RCD Mallorca | FC Valencia | Celta Vigo | Deportivo La Coruña | Espanyol Barcelona | Athletic Bilbao | Real Saragossa | Real Sociedad | Betis Sevilla | Real Valladolid | Atlético Madrid | Real Oviedo | Racing Santander | Deportivo Alavés | CF Extremadura | FC Villarreal | CD Teneriffa | UD Salamanca |
| ------------------- | ------------ | ----------- | ------------ | ----------- | ---------- | ------------------- | ------------------ | --------------- | -------------- | ------------- | ------------- | --------------- | --------------- | ----------- | ---------------- | ---------------- | -------------- | ------------- | ------------ | ------------ |
| FC Barcelona        |              | 3:0         | 2:1          | 2:4         | 2:2        | 4:0                 | 3:0                | 4:2             | 3:1            | 4:1           | 4:1           | 1:1             | 0:1             | 3:1         | 3:2              | 7:1              | 1:0            | 1:3           | 4:1          | 1:1          |
| Real Madrid         | 2:2          |             | 2:1          | 3:1         | 1:2        | 3:1                 | 2:0                | 0:1             | 3:2            | 3:2           | 0:1           | 3:2             | 4:2             | 2:1         | 2:2              | 3:2              | 2:0            | 4:1           | 4:0          | 3:1          |
| RCD Mallorca        | 1:0          | 2:1         |              | 0:1         | 2:0        | 1:2                 | 2:0                | 6:1             | 1:0            | 1:0           | 1:0           | 1:0             | 4:0             | 0:0         | 1:1              | 2:1              | 2:0            | 1:0           | 1:1          | 1:0          |
| FC Valencia         | 1:3          | 3:1         | 3:0          |             | 2:2        | 0:0                 | 1:2                | 4:1             | 1:1            | 2:0           | 5:1           | 0:1             | 1:0             | 3:0         | 3:0              | 5:0              | 1:1            | 1:0           | 1:1          | 1:0          |
| Celta Vigo          | 0:0          | 5:1         | 4:2          | 2:2         |            | 0:0                 | 2:0                | 3:2             | 2:0            | 2:2           | 4:0           | 0:0             | 0:1             | 6:2         | 3:0              | 1:1              | 5:1            | 4:1           | 2:0          | 1:0          |
| Deportivo La Coruña | 2:1          | 4:0         | 1:1          | 1:0         | 2:1        |                     | 1:0                | 1:1             | 2:1            | 0:1           | 2:2           | 3:0             | 1:1             | 4:0         | 1:2              | 2:2              | 1:1            | 2:1           | 2:0          | 1:0          |
| Espanyol Barcelona  | 1:2          | 0:0         | 1:0          | 2:1         | 3:0        | 2:2                 |                    | 1:1             | 2:1            | 0:0           | 1:0           | 0:2             | 1:1             | 2:1         | 1:1              | 3:0              | 0:0            | 1:1           | 2:1          | 4:0          |
| Athletic Bilbao     | 1:3          | 2:3         | 1:0          | 2:0         | 0:0        | 2:1                 | 2:2                |                 | 2:0            | 0:0           | 0:0           | 2:1             | 1:2             | 3:5         | 2:0              | 5:0              | 0:0            | 2:0           | 2:0          | 1:0          |
| Real Saragossa      | 2:0          | 3:4         | 0:1          | 1:4         | 0:1        | 3:1                 | 0:3                | 2:0             |                | 1:1           | 2:2           | 2:0             | 2:0             | 1:0         | 3:1              | 1:1              | 3:1            | 4:0           | 3:1          | 2:0          |
| Real Sociedad       | 0:2          | 3:2         | 0:1          | 1:1         | 2:0        | 2:0                 | 1:2                | 3:1             | 0:0            |               | 1:0           | 1:0             | 3:2             | 3:3         | 2:0              | 2:1              | 2:0            | 1:1           | 1:1          | 4:0          |
| Betis Sevilla       | 0:3          | 3:2         | 1:3          | 0:1         | 0:3        | 0:3                 | 0:1                | 1:4             | 1:3            | 1:0           |               | 2:0             | 0:0             | 5:0         | 1:1              | 1:0              | 1:1            | 4:1           | 1:0          | 1:0          |
| Real Valladolid     | 0:1          | 0:1         | 1:0          | 3:1         | 2:1        | 0:1                 | 2:1                | 0:3             | 1:1            | 0:0           | 0:3           |                 | 1:0             | 2:1         | 0:0              | 3:0              | 0:0            | 1:0           | 2:1          | 4:1          |
| Atlético Madrid     | 1:1          | 3:1         | 1:2          | 1:2         | 2:1        | 1:1                 | 1:2                | 0:0             | 0:0            | 4:1           | 2:3           | 6:1             |                 | 0:0         | 1:1              | 3:0              | 5:0            | 2:2           | 2:0          | 2:0          |
| Real Oviedo         | 2:1          | 1:0         | 1:3          | 2:2         | 1:3        | 1:2                 | 1:1                | 0:0             | 1:2            | 2:1           | 0:1           | 0:0             | 3:1             |             | 1:0              | 1:0              | 1:0            | 0:0           | 0:1          | 3:2          |
| Racing Santander    | 0:0          | 1:3         | 1:0          | 0:1         | 2:2        | 1:1                 | 0:2                | 2:0             | 2:4            | 0:1           | 1:0           | 0:2             | 2:3             | 0:0         |                  | 2:0              | 3:1            | 1:2           | 0:0          | 4:1          |
| Deportivo Alavés    | 1:4          | 1:1         | 2:0          | 0:1         | 2:0        | 2:1                 | 1:1                | 1:2             | 1:0            | 2:1           | 0:0           | 2:0             | 2:0             | 2:2         | 0:1              |                  | 0:1            | 2:1           | 3:1          | 1:0          |
| CF Extremadura      | 1:2          | 1:5         | 1:0          | 1:0         | 1:1        | 1:2                 | 1:0                | 0:1             | 0:2            | 1:0           | 2:1           | 0:0             | 2:1             | 0:1         | 0:3              | 1:0              |                | 2:2           | 1:0          | 1:1          |
| FC Villarreal       | 2:3          | 0:2         | 0:2          | 1:0         | 1:1        | 1:2                 | 2:2                | 0:1             | 1:1            | 1:1           | 3:4           | 2:1             | 2:1             | 0:0         | 3:0              | 2:0              | 1:1            |               | 2:5          | 5:0          |
| CD Teneriffa        | 2:3          | 2:3         | 1:1          | 3:2         | 0:2        | 1:1                 | 0:0                | 0:1             | 1:1            | 2:2           | 3:2           | 2:2             | 1:0             | 0:2         | 2:2              | 1:2              | 1:1            | 2:2           |              | 1:0          |
| UD Salamanca        | 1:4          | 1:1         | 0:0          | 0:1         | 1:1        | 3:1                 | 2:3                | 2:1             | 1:2            | 0:1           | 1:3           | 1:0             | 2:1             | 1:1         | 1:2              | 1:0              | 2:1            | 1:0           | 1:2          |              |

### Relegation
| Datum                 |                | Gesamt |                | Hinspiel | Rückspiel |
| --------------------- | -------------- | ------ | -------------- | -------- | --------- |
| 27. und 30. Juni 1999 | CF Extremadura | 0:4    | Rayo Vallecano | 0:2      | 0:2       |
| 27. und 30. Juni 1999 | FC Villarreal  | 0:3    | FC Sevilla     | 0:2      | 0:1       |

## Nach der Saison
Internationale Wettbewerbe
- 1. – FC Barcelona – UEFA Champions League
- 2. – Real Madrid – UEFA Champions League
- 3. – RCD Mallorca – UEFA-Champions-League-Qualifikation
- 4. – FC Valencia – UEFA-Champions-League-Qualifikation
- Finalist der Copa del Rey – Atlético Madrid – UEFA-Pokal
- 5. – Celta Vigo – UEFA-Pokal
- 6. – Deportivo La Coruña – UEFA-Pokal
- 7. – Espanyol Barcelona – UEFA Intertoto Cup

Absteiger in die Segunda División
- 17. – FC Extremadura
- 18. – FC Villarreal
- 19. – CD Teneriffa
- 20. – UD Salamanca

Aufsteiger in die Primera División
- FC Málaga
- CD Numancia
- FC Sevilla
- Rayo Vallecano

## Pichichi-Trophäe
Die Pichichi-Trophäe wird jährlich für den besten Torschützen der Spielzeit vergeben.
| Pl. | Nat.        | Spieler                 | Verein       | Tore |
| --- | ----------- | ----------------------- | ------------ | ---- |
| 1   | Spanien     | Raúl                    | Real Madrid  | 25   |
| 2   | Brasilien   | Rivaldo                 | FC Barcelona | 24   |
| 3   | Argentinien | Claudio López           | FC Valencia  | 21   |
| 4   | Spanien     | Fernando Morientes      | Real Madrid  | 19   |
| 4   | Panama      | Julio César Dely Valdés | Real Oviedo  | 19   |

## Die Meistermannschaft des FC Barcelona
| 1.           | FC Barcelona |
| FC Barcelona | - Tor: Ruud Hesp (37/-); Francesc Arnau (1/-) - Abwehr: Sergi (35/-); Abelardo (30/1); Michael Reiziger (26/-); Mauricio Pellegrino (23/-); Frank de Boer (19/2); Samuel Okunowo (14/-); Miguel Ángel Nadal (2/-); Winston Bogarde (1/-) - Mittelfeld: Phillip Cocu (36/12); Luís Figo (34/7); Luis Enrique (26/11); Boudewijn Zenden (25/-); Pep Guardiola (22/1); Xavi (17/1); Albert Celades (16/2); Ronald de Boer (13/-); Óscar (6/2); Roger (6/-); Dragan Ćirić (5/-) - Sturm: Rivaldo (37/24); Patrick Kluivert (35/15); Sonny Anderson (24/6); Giovanni (14/2) - Trainer: Louis van Gaal |